# Facile
| Оценки критиков | Оценки критиков |
| Источник        | Оценка          |
| --------------- | --------------- |
| AllMusic        | [ 1 ]           |

Facile — шестьдесят шестой студийный альбом итальянской певицы Мины, выпущенный 30 октября 2009 года на лейбле PDU.

## Список композиций
| №                   | Название                       | Автор(ы)                                              | Длительность |
| ------------------- | ------------------------------ | ----------------------------------------------------- | ------------ |
| 1.                  | «Questa vita loca (Vida loca)» | Франциско Сеспедес, Кристиано Маджольо                | 3:52         |
| 2.                  | «Con o senza te»               | Самуэле Керри, Аксель Пани, Маттия Джиси              | 3:28         |
| 3.                  | «Volpi nei pollai»             | Маттео Манчини, Джанни Бинди                          | 4:09         |
| 4.                  | «Ma tu mi ami ancora?»         | Андреа Мингарди, Маурицио Тирелли                     | 4:20         |
| 5.                  | «Non si butta via niente»      | Андреа Мингарди, Маурицио Тирелли                     | 4:14         |
| 6.                  | «Adesso è facile»              | Мануэль Анджелли                                      | 3:49         |
| 7.                  | «Carne viva»                   | Кристиано Маджольо, Коррадо Кастеллари                | 4:18         |
| 8.                  | «Ma c'è tempo»                 | Лука Анджелосанти, Франческо Мореттини, Стефано Ченти | 4:19         |
| 9.                  | «Non ti voglio più»            | Давиде Делио                                          | 4:55         |
| 10.                 | «Il frutto che vuoi»           | Аксель Пани, Маурицио Моранте                         | 3:13         |
| 11.                 | «Più del tartufo sulle uova»   | Андреа Мингарди, Маурицио Тирелли                     | 5:14         |
| 12.                 | «Eccitanti conflitti confusi»  | Андреа Мингарди, Маурицио Тирелли                     | 3:46         |
| Общая длительность: | Общая длительность:            | Общая длительность:                                   | 54:51        |

## Чарты

### Еженедельные чарты
| Чарт (2009)               | Высшая позиция |
| ------------------------- | -------------- |
| Италия (Classifica album) | 5              |

### Годовые чарты
| Чарт (2009)   | Позиция |
| ------------- | ------- |
| Италия (FIMI) | 69      |

## Сертификации и продажи
| Регион | Сертификация | Продажи |
| --- | ------------ | ------- |
| Италия (FIMI) | Золотой      | 30 000* |
| * Данные о продажах приведены только на основе сертификации. ^ Данные о тиражах приведены только на основе сертификации. |              |         |